# Újhegy (Muraköz)
Újhegy (horvátul: Dragoslavec Breg) falu Horvátországban, Muraköz megyében.  Közigazgatásilag Felsőmihályfalvához tartozik.

## Fekvése
Csáktornyától 10 km-re északnyugatra, községközpontjától Felsőmihályfalvától 2 km-re északkeletre a Muraközi-dombság területén fekszik.

## Története
A Muraközi Múzeumban található adatok szerint a települést 1718-ban említik először, Dragoszlavecz (Delejes) falu szőlőhegye volt. A csáktornyai uradalom részeként III. Károly a Muraközzel együtt 1719-ben szolgálatai jutalmául elajándékozta Althan Mihály János cseh nemesnek. A 18. században több kisnemesi családnak is volt itt birtoka, köztük a Czindery, Fallusy és Vinkovics családoknak. 1791-ben az uradalommal együtt gróf Festetics György vásárolta meg és ezután 132 évig a tolnai Festeticsek birtoka volt. 1856-ig Dragoszlaveczhez (Delejes) tartozott és csak ezt követően bukkan fel a forrásokban Dragoszlavecz-hegy (Dragoslavec mons) néven.
1920 előtt Zala vármegye Csáktornyai járásához, majd a Szerb-Horvát-Szlovén Királyság része lett, mely 1929-ben felvette a Jugoszlávia nevet. 1941 és 1945 között ismét Magyarországhoz tartozott. 1991-óta a független Horvátország része. 2001-ben 144 lakosa volt.

## Nevezetességei
Egy 1753-ban épített tabernákulum oszlop.

## Külső hivatkozások
- Felsőmihályfalva község hivatalos oldala
- Felsőmihályfalva község a Muraköz információs portálján
- Horvátország kulturális emlékei